# Guillem Crespí
Guillem Crespí Hromcová (Barcelona, 26 de diciembre de 2002) es un atleta español especializado en carreras de velocidad. Ha sido varias veces finalista en competiciones internacionales.

## Trayectoria deportiva
Guillem Crespí nació en Barcelona en 2002. Empezó a destacar como velocista en 2023, cuando pasó del puesto 45.º en el ranking nacional de los 100 m, en 2022, al primero.
En 2024 hizo su debut internacional absoluto en el Campeonato de Europa y consiguió alcanzar la final de los 100 m.
En 2025 repitió éxito en el europeo en pista cubierta donde, tras pasar apuros en las series, logró llegar a la final de los 60 m. En el mundial en pista cubierta, en cambio, solo pudo alcanzar las semifinales. En verano participó en el Campeonato de Europa por Equipos, donde quedó décimo en la prueba individual de 100 m y quinto en el relevo 4 × 100 m con la segunda mejor marca española de todos los tiempos.

## Competiciones internacionales
| Representando a España \| Año \| Competición \| Sede \| Puesto \| Prueba \| Marca \| \| ---- \| -------------------------------------- \| --------- \| -------- \| --------- \| ----------- \| \| 2023 \| Campeonato Europeo Sub-23 \| Espoo \| 5.º \| 100 m \| 10.34 [n 1] \| \| 2023 \| Campeonato Europeo Sub-23 \| Espoo \| 9.º s. \| 4 × 100 m \| 39.88 \| \| 2024 \| Campeonato de Europa \| Roma \| 6.º \| 100 m \| 10.18 \| \| 2025 \| Campeonato de Europa en pista cubierta \| Apeldoorn \| 6.º \| 60 m \| 6.59 [n 2] \| \| 2025 \| Campeonato del Mundo en pista cubierta \| Nankín \| 15.º sf. \| 60 m \| 6.64 \| \| 2025 \| Campeonato de Europa por Equipos \| Madrid \| 10.º \| 100 m \| 10.26 \| \| 2025 \| Campeonato de Europa por Equipos \| Madrid \| 5.º \| 4 × 100 m \| 38.57 \| | Representando a España \| Año \| Competición \| Sede \| Puesto \| Prueba \| Marca \| \| ---- \| -------------------------------------- \| --------- \| -------- \| --------- \| ----------- \| \| 2023 \| Campeonato Europeo Sub-23 \| Espoo \| 5.º \| 100 m \| 10.34 [n 1] \| \| 2023 \| Campeonato Europeo Sub-23 \| Espoo \| 9.º s. \| 4 × 100 m \| 39.88 \| \| 2024 \| Campeonato de Europa \| Roma \| 6.º \| 100 m \| 10.18 \| \| 2025 \| Campeonato de Europa en pista cubierta \| Apeldoorn \| 6.º \| 60 m \| 6.59 [n 2] \| \| 2025 \| Campeonato del Mundo en pista cubierta \| Nankín \| 15.º sf. \| 60 m \| 6.64 \| \| 2025 \| Campeonato de Europa por Equipos \| Madrid \| 10.º \| 100 m \| 10.26 \| \| 2025 \| Campeonato de Europa por Equipos \| Madrid \| 5.º \| 4 × 100 m \| 38.57 \| | Representando a España \| Año \| Competición \| Sede \| Puesto \| Prueba \| Marca \| \| ---- \| -------------------------------------- \| --------- \| -------- \| --------- \| ----------- \| \| 2023 \| Campeonato Europeo Sub-23 \| Espoo \| 5.º \| 100 m \| 10.34 [n 1] \| \| 2023 \| Campeonato Europeo Sub-23 \| Espoo \| 9.º s. \| 4 × 100 m \| 39.88 \| \| 2024 \| Campeonato de Europa \| Roma \| 6.º \| 100 m \| 10.18 \| \| 2025 \| Campeonato de Europa en pista cubierta \| Apeldoorn \| 6.º \| 60 m \| 6.59 [n 2] \| \| 2025 \| Campeonato del Mundo en pista cubierta \| Nankín \| 15.º sf. \| 60 m \| 6.64 \| \| 2025 \| Campeonato de Europa por Equipos \| Madrid \| 10.º \| 100 m \| 10.26 \| \| 2025 \| Campeonato de Europa por Equipos \| Madrid \| 5.º \| 4 × 100 m \| 38.57 \| | Representando a España \| Año \| Competición \| Sede \| Puesto \| Prueba \| Marca \| \| ---- \| -------------------------------------- \| --------- \| -------- \| --------- \| ----------- \| \| 2023 \| Campeonato Europeo Sub-23 \| Espoo \| 5.º \| 100 m \| 10.34 [n 1] \| \| 2023 \| Campeonato Europeo Sub-23 \| Espoo \| 9.º s. \| 4 × 100 m \| 39.88 \| \| 2024 \| Campeonato de Europa \| Roma \| 6.º \| 100 m \| 10.18 \| \| 2025 \| Campeonato de Europa en pista cubierta \| Apeldoorn \| 6.º \| 60 m \| 6.59 [n 2] \| \| 2025 \| Campeonato del Mundo en pista cubierta \| Nankín \| 15.º sf. \| 60 m \| 6.64 \| \| 2025 \| Campeonato de Europa por Equipos \| Madrid \| 10.º \| 100 m \| 10.26 \| \| 2025 \| Campeonato de Europa por Equipos \| Madrid \| 5.º \| 4 × 100 m \| 38.57 \| | Representando a España \| Año \| Competición \| Sede \| Puesto \| Prueba \| Marca \| \| ---- \| -------------------------------------- \| --------- \| -------- \| --------- \| ----------- \| \| 2023 \| Campeonato Europeo Sub-23 \| Espoo \| 5.º \| 100 m \| 10.34 [n 1] \| \| 2023 \| Campeonato Europeo Sub-23 \| Espoo \| 9.º s. \| 4 × 100 m \| 39.88 \| \| 2024 \| Campeonato de Europa \| Roma \| 6.º \| 100 m \| 10.18 \| \| 2025 \| Campeonato de Europa en pista cubierta \| Apeldoorn \| 6.º \| 60 m \| 6.59 [n 2] \| \| 2025 \| Campeonato del Mundo en pista cubierta \| Nankín \| 15.º sf. \| 60 m \| 6.64 \| \| 2025 \| Campeonato de Europa por Equipos \| Madrid \| 10.º \| 100 m \| 10.26 \| \| 2025 \| Campeonato de Europa por Equipos \| Madrid \| 5.º \| 4 × 100 m \| 38.57 \| | Representando a España \| Año \| Competición \| Sede \| Puesto \| Prueba \| Marca \| \| ---- \| -------------------------------------- \| --------- \| -------- \| --------- \| ----------- \| \| 2023 \| Campeonato Europeo Sub-23 \| Espoo \| 5.º \| 100 m \| 10.34 [n 1] \| \| 2023 \| Campeonato Europeo Sub-23 \| Espoo \| 9.º s. \| 4 × 100 m \| 39.88 \| \| 2024 \| Campeonato de Europa \| Roma \| 6.º \| 100 m \| 10.18 \| \| 2025 \| Campeonato de Europa en pista cubierta \| Apeldoorn \| 6.º \| 60 m \| 6.59 [n 2] \| \| 2025 \| Campeonato del Mundo en pista cubierta \| Nankín \| 15.º sf. \| 60 m \| 6.64 \| \| 2025 \| Campeonato de Europa por Equipos \| Madrid \| 10.º \| 100 m \| 10.26 \| \| 2025 \| Campeonato de Europa por Equipos \| Madrid \| 5.º \| 4 × 100 m \| 38.57 \| |
| Año | Competición | Sede | Puesto | Prueba | Marca |
| --- | --- | --- | --- | --- | --- |
| 2023 | Campeonato Europeo Sub-23 | Espoo | 5.º | 100 m | 10.34 |
| 2023 | Campeonato Europeo Sub-23 | Espoo | 9.º s. | 4 × 100 m | 39.88 |
| 2024 | Campeonato de Europa | Roma | 6.º | 100 m | 10.18 |
| 2025 | Campeonato de Europa en pista cubierta | Apeldoorn | 6.º | 60 m | 6.59 |
| 2025 | Campeonato del Mundo en pista cubierta | Nankín | 15.º sf. | 60 m | 6.64 |
| 2025 | Campeonato de Europa por Equipos | Madrid | 10.º | 100 m | 10.26 |
| 2025 | Campeonato de Europa por Equipos | Madrid | 5.º | 4 × 100 m | 38.57 |

1. ↑  10.28  en semifinales
2. ↑  6.58  en semifinales